# Allium stylosum
Allium stylosum — вид трав'янистих рослин родини амарилісові (Amaryllidaceae), поширений у Туреччині.

## Опис
Цибулина довгасто-яйцеподібна, діаметром 0.8–1 см, зовнішні оболонки сіруваті, перетинчасті; цибулинки жовтуватого кольору, загострені, стеблові, укладені всередину оболонки на нижній частині стебла. Стебло 35–60 см. Листків 2–3, лінійно-напівциліндричні, 1–2 мм завширшки. Зонтик кулястий, діаметром 1.5–2 см, щільний. Оцвітина від циліндричної до яйцеподібної; сегменти темно-фіолетового або темно-бордово-фіолетового кольору, нарешті солом'яного кольору, 4–5 мм, зовнішні широко яйцеподібні й злегка перекриваються, внутрішні широко еліптичні, тупі. Коробочка округла, ≈ 5 мм.

## Поширення
Поширений у Туреччині.
Населяє ліси Pinus та Juniperus, вапняні чагарники, осипи, степи, незорані поля, 100–1800 м.